# Campidoglio (Albany)
Il Campidoglio di Albany (in inglese New York State Capitol) è la sede governativa dello Stato di New York, negli Stati Uniti d'America. Sorge ad Albany, capitale dello Stato di New York.
Fu costruito tra 1867 e 1899 in stile neoromanico e neorinascimentale.